# Мисирёво
Мисирёво — деревня в Клинском районе Московской области, входит в состав городского поселения Клин. Население — 269 чел. (2010). Рядом расположена платформа Фроловское главного хода Октябрьской Железной дороги. Расстояние до Москвы составляет 65 км.

## Описание
Деревня разделена на две части — дачную и саму деревню. На территории самой деревни находится церковь (действующий приход) Сергия Радонежского, расположенная рядом с администрацией деревни.
В деревне имеются продуктовые магазины.

## История
Название дано по прозвищу владельца (XV в.) Дмитрия Никитича Мисюря Левашова (мисюрь — шапка с железным верхом), в иночестве Демьяна.
Храм Димитрия Солунского, построенный между 1517 и 1545 гг. и существовавший до середины XVIII в. связан с именем мужа княгини Ефросинии, Дмитрия Васильевича Небогатого.
В 1994—2006 годах — центр Мисиревского сельского округа.

## Население
| 2002 | 2006 | 2010 |
| ---- | ---- | ---- |
| 245  | ↘200 | ↗269 |

## Транспорт
- От Клина с привокзальной площади на автобусе № 30.
- Пригородный железнодорожный транспорт — платформа Фроловское